# Rzoz
Rzoz – grupa rockowa założona przez Bartłomieja Koszarka rodem z Bukowiny Tatrzańskiej na Podhalu. Zespół łączy muzykę rockową z góralską poezją.
Góralska poezja śpiewana z góralskim rzozem, czyli inaczej zacięciem - tak Bartek Koszarek mówi o swoim zespole RZOZ. (...) Zespół RZOZ to zupełnie nowe zjawisko na scenie muzycznej, dalekie od łatwego i przyjemnego folku, tanich efektów. Nie ma tam udziwnień, które mogą razić miłośników czystej, góralskiej muzyki. Nie ma tandetnych, słabych tekstów. Bartek Koszarek wyśpiewuje wiersze podhalańskich poetów, dzięki swojej interpretacji powoduje, że mogą zasłuchać się w nich także ci, którzy na co dzień nie sięgają po lirykę, tym bardziej gwarową.
Beata Zalot, redaktor naczelna Tygodnika Podhalańskiego

## Pierwotny skład
- Bartłomiej Koszarek - założyciel zespołu, śpiew, skrzypce, dudy podhalańskie, drumla, piszczałki (instr. pasterskie).
- Łukasz Babiarz - śpiew, skrzypce
- Janusz Rozmus - gitara akustyczna
- Jakub Wilk - gitara basowa
- Maciej "Miyrwa" Mierzwa - gitara solowa
- Grzegorz "Gibson" Jarek - perkusja

## Drugi skład (od końca 2004)
- Bartłomiej Koszarek - założyciel zespołu, śpiew, skrzypce, dudy podhalańskie, drumla, piszczałki (instr. pasterskie).
- Łukasz Babiarz - śpiew, skrzypce
- Janusz Rozmus - gitara akustyczna
- Jakub Wilk - gitara basowa
- Jacek Polakiewicz - gitara solowa
- Wojciech Węglarz - perkusja

## Obecny skład (od 2007)
- Bartłomiej Koszarek - założyciel zespołu, śpiew, skrzypce, dudy podhalańskie, drumla, piszczałki (instr. pasterskie).
- Łukasz Babiarz - śpiew, skrzypce
- Janusz Rozmus - gitara akustyczna
- Jakub Wilk - gitara basowa
- Jacek Polakiewicz - gitara solowa
- Radek Kuliś - perkusja

## Dyskografia

### Albumy
- Na nowom pyrć (2003)
- Tajymno nuta (2006)